# Quận Humboldt, Nevada
Quận Humboldt là một quận thuộc tiểu bang Nevada, Hoa Kỳ.
Đến năm 2007, dân số được ước tính là 18.052 người. quận lỵ của nó là Winnemucca6.
Quận Humboldt là quận cổ nhất của Nevada, được tạo ra bởi Cơ quan lập pháp lãnh thổ Utah vào năm 1856. Đây cũng là một trong 9 quận ban đầu của Nevada được lập năm 1861. Được đặt tên theo sông Humboldt mà John C. Fremont đặt theo tên của Nam tước Heinrich Friedrich Alexander von Humboldt, một nhà tự nhiên học và chính khách người Đức. Unionville là quận lỵ đầu tiên vào năm 1861 cho đến khi sự bùng nổ khai thác mỏ đã lụi tàn tại đó và nó đã quận lỵ đã được chuyển đến Winnemucca nằm trên tuyến đường sắt xuyên lục vào năm 1873.
Theo Cục điều tra dân số Hoa Kỳ, quận có tổng diện tích là 9.658 dặm vuông (25.014 km ²), trong đó, 9.648 dặm vuông (24.988 km ²) là đất và 10 dặm vuông (26 km ²) là mặt nước. Tổng diện tích là 0,10% diện tích mặt nước.